# Valentín Gómez
José Valentín Gómez (Buenos Aires, Gobernación del Río de la Plata, 3 de noviembre de 1774 - Buenos Aires, Argentina, 20 de septiembre de 1839), fue un sacerdote y político argentino, que fuera destacado miembro del Partido Unitario y rector de la Universidad de Buenos Aires.

## Sus padres y sus estudios
Era hijo de don Jacobo Felipe Gómez de la Blanca, un andaluz natural de Sevilla y radicado en Buenos Aires, donde fue un importante comerciante, y de doña Juana Petrona de Cueli, porteña. Fallecido su padre, su madre viuda se encargó de llevar adelante su educación, así como la de sus hermanos.
Estudió en el Colegio de San Carlos y en la Universidad de Córdoba, donde se doctoró en Teología en 1795, se ordenó sacerdote y recibió sus primeros encargos. Prosiguió sus estudios en la Universidad Mayor Real y Pontificia San Francisco Xavier de Chuquisaca.

## Primeras actuaciones públicas
Vuelto a Buenos Aires, ocupó diversos cargos eclesiásticos y políticos. Desde 1799, dictó cátedra de filosofía en el Real Colegio de San Carlos, donde tuvo alumnos como Bernardino Rivadavia, Vicente López y Planes y Esteban de Luca.

El 1 de febrero de 1809 tomó posesión de la parroquia "Nuestra Señora de Guadalupe", en Canelones, en la Banda Oriental. Se unió a la Revolución de Mayo en 1811, y fue uno de los capellanes del ejército de José Artigas. Un óleo inconcluso de Juan Luis y Juan Manuel Blanes lo retrata recibiendo la rendición del jefe realista derrotado en Las Piedras.

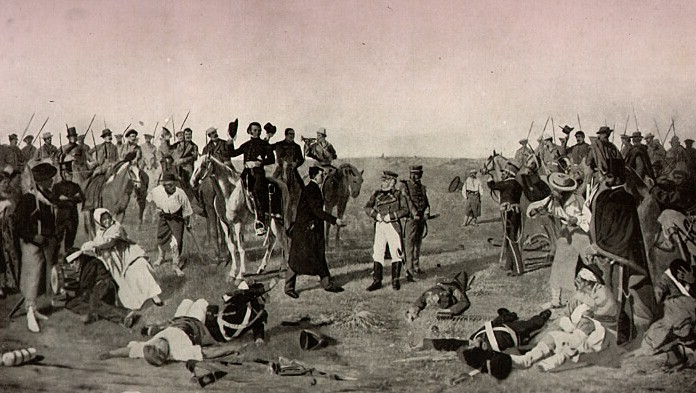
La acción de Las Piedras (Juan Luis y Juan Manuel Blanes)

Regresó a Buenos Aires y apoyó la revolución de octubre de 1812, ganándose la confianza del Segundo Triunvirato, que le encargó la redacción de un proyecto de Constitución.
Fue diputado a la Asamblea del Año XIII y, en tiempos de los Directores Supremos Gervasio Posadas y Carlos María de Alvear, formó parte de la Logia Lautaro. Durante un corto tiempo ejerció como gobernador Diócesis de Buenos Aires. Cuando Alvear fue derrocado tras el motín de Fontezuelas, fue desterrado a Londres con sus más cercanos colaboradores, entre ellos Valentín Gómez.

## Diplomacia en Europa
Fue rehabilitado por el director Supremo Pueyrredón, que lo envió en misión diplomática a Francia en 1818, con la misión de conseguir un príncipe francés para rey de las Provincias Unidas, y el reconocimiento de la independencia de su país. En París se hizo de amigos jansenistas, pero no logró nada útil. Por un tiempo, aceptó la tesis francesa de nombrar rey al Príncipe de Luca, un pariente de Fernando VII, del que todo lo que se sabía en el Río de la Plata era que sabía tocar el violín.
Aprovechó su estadía en París para tratar de establecer relaciones de algún tipo con las autoridades españolas o con la oposición, y planear una red de espionaje. Todo lo que obtuvo fue comprar a muy alto precio una copia de un supuesto tratado secreto entre España y Portugal para recuperar el Río de la Plata. Lo envió preocupadísimo a Buenos Aires, pero resultó que era enteramente falso.
Poco después, estalló la revolución liberal en España, y los peligros para las Provincias Unidas desaparecieron. Gómez regresó a Buenos Aires poco después de enterarse de la caída del Directorio después de la batalla de Cepeda.
El 22 de julio de 1821, el Cabildo con el acuerdo del Gobierno, decidió honrar la memoria del General Manuel Belgrano mediante un solemne funeral en la Catedral de Buenos Aires. La Oración Fúnebre estuvo a cargo del Dr. José Valentín Gómez.

## El Congreso General de 1824
Fue miembro de la Cámara de Representantes de la Provincia de Buenos Aires, en la que pronunció el Elogio Fúnebre del General Manuel Belgrano. Poco después fue designado director del departamento de teología de la recién creada Universidad de Buenos Aires.
En 1823 fue enviado en misión diplomática ante el Imperio del Brasil, para intentar conseguir la devolución pacífica de la Banda Oriental, cosa que no consiguió. A su regreso, el barco en que viajaba naufragó, muriendo en el accidente su secretario, el poeta Esteban de Luca.
Fue elegido diputado al Congreso General de 1824, en el que sobresalió como orador brillante y presentó abundantes proyectos y discursos. Apoyó la Ley Capital y el nombramiento de Rivadavia como Presidente. Fue el principal defensor del sistema unitario, derrotando a los federales dirigidos por Manuel Dorrego. Fue presidente del Congreso, y autor de un ardid por el que consiguió la mayoría necesaria para la sanción de la Constitución de 1826: logró que triunfara un proyecto por el que se duplicaba el número de los diputados de cada provincia, e hizo elegir inmediatamente los de Buenos Aires, todos unitarios conocidos. Estos se incorporaron de inmediato y –aprovechando que los diputados de las provincias del interior tardaban en llegar– ordenó votar el proyecto, que fue aprobado por esa mayoría momentánea.
Como resultado natural, esa constitución fue rechazada por casi todas las provincias.

## Rectorado de la Universidad de Buenos Aires
Reemplazó a Antonio Sáenz –recientemente fallecido– como rector de la Universidad de Buenos Aires. Hasta ese momento era apenas una suma de institutos sin organización alguna. No tenía asignado ningún presupuesto, nunca había funcionado con regularidad y su desorganización era total. Gómez logró, tras varios años de esfuerzo, darle un funcionamiento regular.
Apoyó la revolución del 1 de diciembre de 1828 y fue parte del consejo que decidió la ejecución del gobernador Manuel Dorrego antes de su derrota. Formó parte del Consejo de Estado del gobierno de Juan Lavalle.
Después de la caída de Lavalle permaneció en su cargo de Rector de la Universidad sin ser molestado, hasta agosto de 1830, en que presentó su renuncia. Fue uno de los autores del "Memorial Ajustado" sobre el patronato de la Iglesia argentina, declarándose muy contrario a la autoridad del Papa para nombrar obispos en América Latina.
No tuvo mayores problemas durante el gobierno de Juan Manuel de Rosas, aunque no dejó de tener contacto con los opositores unitarios. Participó en la conjura de Ramón Maza para deponer a Rosas, en 1839. No fue perseguido, en honor a su edad y enfermedad avanzada. Falleció en Buenos Aires el 20 de septiembre de ese año. Sus restos descansan en la cripta de la Catedral Metropolitana de Buenos Aires.